# Canh (Thiên can)
Canh là một trong số 10 can của Thiên can, thông thường được coi là thiên can thứ bảy. Đứng trước nó là Kỷ, đứng sau nó là Tân.
Về phương hướng thì Canh chỉ phương chính tây. Theo Ngũ hành thì Canh tương ứng với Kim, theo thuyết Âm-Dương thì Canh là Dương.
Thiên can gắn liền với chu kỳ sinh trưởng của thực vật. Canh chỉ quả (trái) cây hình thành.
Năm trong lịch Gregory ứng với can Canh kết thúc là 0. Ví dụ 1970, 1980, 1990, 2000, 2010, 2020 v.v.

## Các can chi Canh
- Canh Tý
- Canh Dần
- Canh Thìn
- Canh Ngọ
- Canh Thân
- Canh Tuất